# Decaspermum blancoi
Decaspermum blancoi là một loài thực vật có hoa trong Họ Đào kim nương. Loài này được Vidal mô tả khoa học đầu tiên năm 1885.